# Starlette (cine)

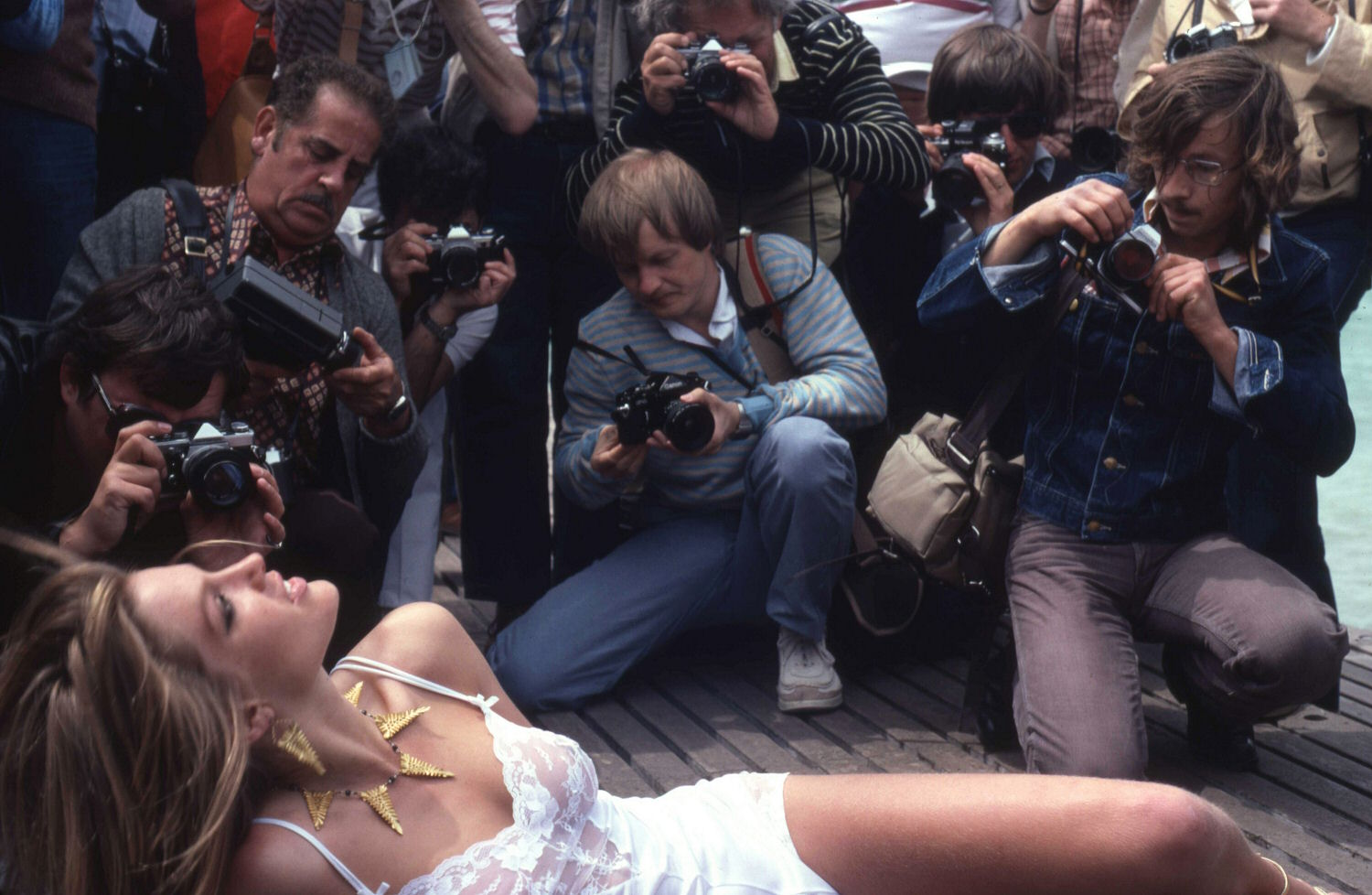
Starlette en el Festival de Cannes, 1979.

Starlette o starlet es un diminutivo de star, en inglés, estrella, que significa aspirante a estrella de cine. Se piensa que la palabra empezó a ser utilizada en Estados Unidos en los años 1930 en medios cinematográficos y que, en un principio, formaba parte del argot profesional. No fue de uso común hasta los años 1950. 
Las starlettes suelen ser chicas jóvenes, guapas o sexy, o, por lo menos, no feas, que quieren llegar a ser estrellas cinematográficas a toda costa, y, lógicamente, procuran atraer la atención de los medios de comunicación de masas, por lo que, en la actualidad, muchas intentan darse a conocer en la televisión, aunque sólo sea como participantes en un concurso, o creando una página en Internet. 
Suelen ser extras o actrices cinematográficas en pequeños papeles, modelos para fotógrafos o pintores, pin-up, artistas de cabaret poco conocidas, gogós, etc, pero no suelen ser ni actrices porno ni prostitutas (sería perjudicial para su imagen si llegasen a tener éxito). 
Entre las actrices cinematográficas que se considera probable que hayan sido starlettes, estarían, entre las más famosas, Marilyn Monroe y Brigitte Bardot. 
Hubo un caso en los años 1950 en Europa -Cannes y Londres- que está plenamente documentado; pero nadie consideró que tuviera interés alguno salvo la prensa sensacionalista (la starlette murió de anorexia, porque pensaba que no tenía éxito por estar demasiado gorda).
La palabra starlette se popularizó internacionalmente por su presencia, desde los años 50, en la playa de Cannes, (Francia) y en otros lugares de la ciudad, con ocasión del Festival Internacional de Cine.
A pesar de que en medios profesionales se considera que las probabilidades de que una starlette llegue a ser una estrella de cine son ínfimas, y de que puede verse obligada a ser amante, o incluso sumisa, de algún productor cinematográfico, de un director o de un fotógrafo famoso, etc.; a someterse a operaciones de cirugía estética para mejorar o adecuar su aspecto físico, etc.; las starlettes son muy numerosas en la actualidad y también lo fueron en el pasado, por lo menos, desde los años 1950 (en Hollywood llegó a decirse que eran miles, por lo que, en general, ni siquiera conseguían una entrevista personal con un productor, salvo que, por ejemplo, tuvieran un buen álbum de fotografías (al parecer, Marilyn Monroe lo consiguió por eso). Los productores solían recibirlas también cuando tenían un mínimo de currículum como actrices de burlesque o music hall, bailarinas, cantantes, etc.
Brigitte Bardot tenía un excelente álbum de fotos desde los inicios de su carrera cinematográfica. En él estaba incluida una foto suya desnuda, aunque sin mostrar los genitales. En esa foto podía apreciarse que sus medidas eran aproximadamente de 90-50-90, lo que era plenamente conforme con el canon de belleza femenina francés de la época. 

## Discografía
- Brigitte Bardot CDLIVRE VADE RETRO. París, 1998. ISBN 2-909828-60-3. (libro y CD). 112 pp., muy numerosas fotografías.

## Filmografía
- Blowup (1966), de Michelangelo Antonioni. En la película dos starlettes intentan conseguir que un fotógrafo famoso las acepte como modelos o que, al menos, les haga una prueba de fotogenia. El personaje de una de las starlettes fue interpretado por Jane Birkin, y el otro, por una joven actriz menos conocida.